# Radar Records
Radar Records foi uma gravadora de curta duração do Reino Unido, fundada por Martin Davis (United Artists Records) e Andrew Lauder (Liberty Records) em 1978. Dentre os artistas da gravadora, estiveram presentes Elvis Costello, Nick Lowe (vindo da Stiff Records e lançando o primeiro single da Radar, a música "I Love The Sound of Breaking Glass", em 8 de fevereiro), Pezband, Bram Tchaikovsky, Richard Hell & The Voidoids, The Pop Group, The Inmates, Yachts, Soft Boys, 999, Pere Ubu, Metal Urbain e Red Krayola. Radar Records reeditou algum material de rock de garagem, psicodelia e protopunk dos anos sessenta e início dos anos setenta. Foi o primeiro selo a emitir o inédito Kill City, de Iggy Pop & James Williamson, e algumas das gravações mais importantes dos 13th Floor Elevators.
Radar fechou suas portas em 1981. O rótulo foi revivido por um breve período em meados dos anos 90.